# Trapezoforo
Un trapezoforo (dal greco τραπεζόϕορος, trapezóphoros) è un elemento di sostegno di piani orizzontali, come ad esempio un tavolo. Il termine è usato soprattutto in contesto archeologico.

## Etimologia
Il termine è composto da τράπεζα (trapeza, "tavola") e ϕορος (phoros, "che porta") e quindi significa "che sostiene una tavola".

## Descrizione
Per sostenere il piano di una tavola rotonda se ne impiegava uno solo centrale, oppure un gruppo di tre, radiali. Per le tavole rettangolari i trapezofori erano quattro, semplici, o due, doppi, in pietra o in bronzo. I trapezofori si caratterizzavano per la raffinatezza artistica

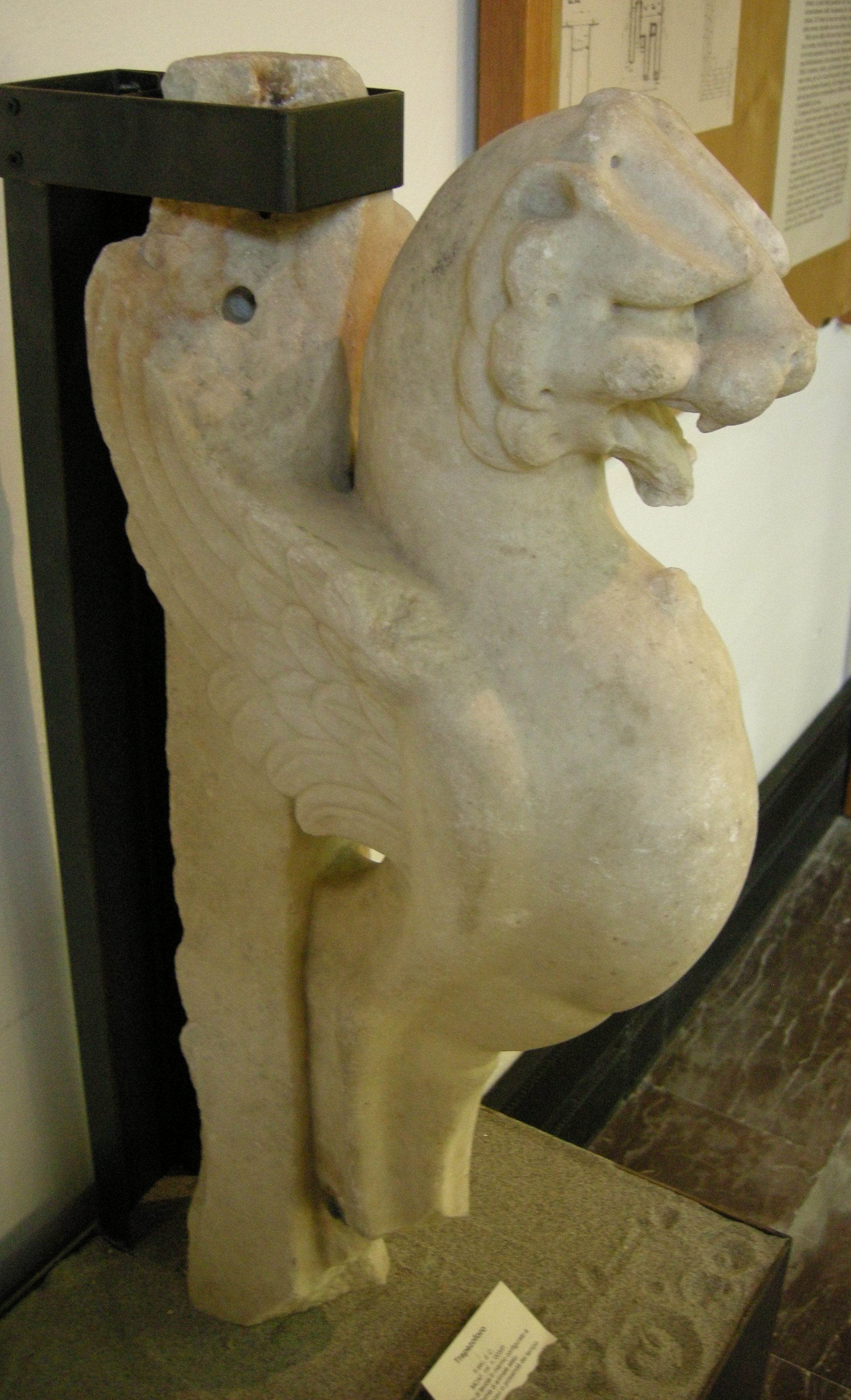
Trapezoforo zoomorfo, da Fiesole (Museo archeologico di Fiesole)
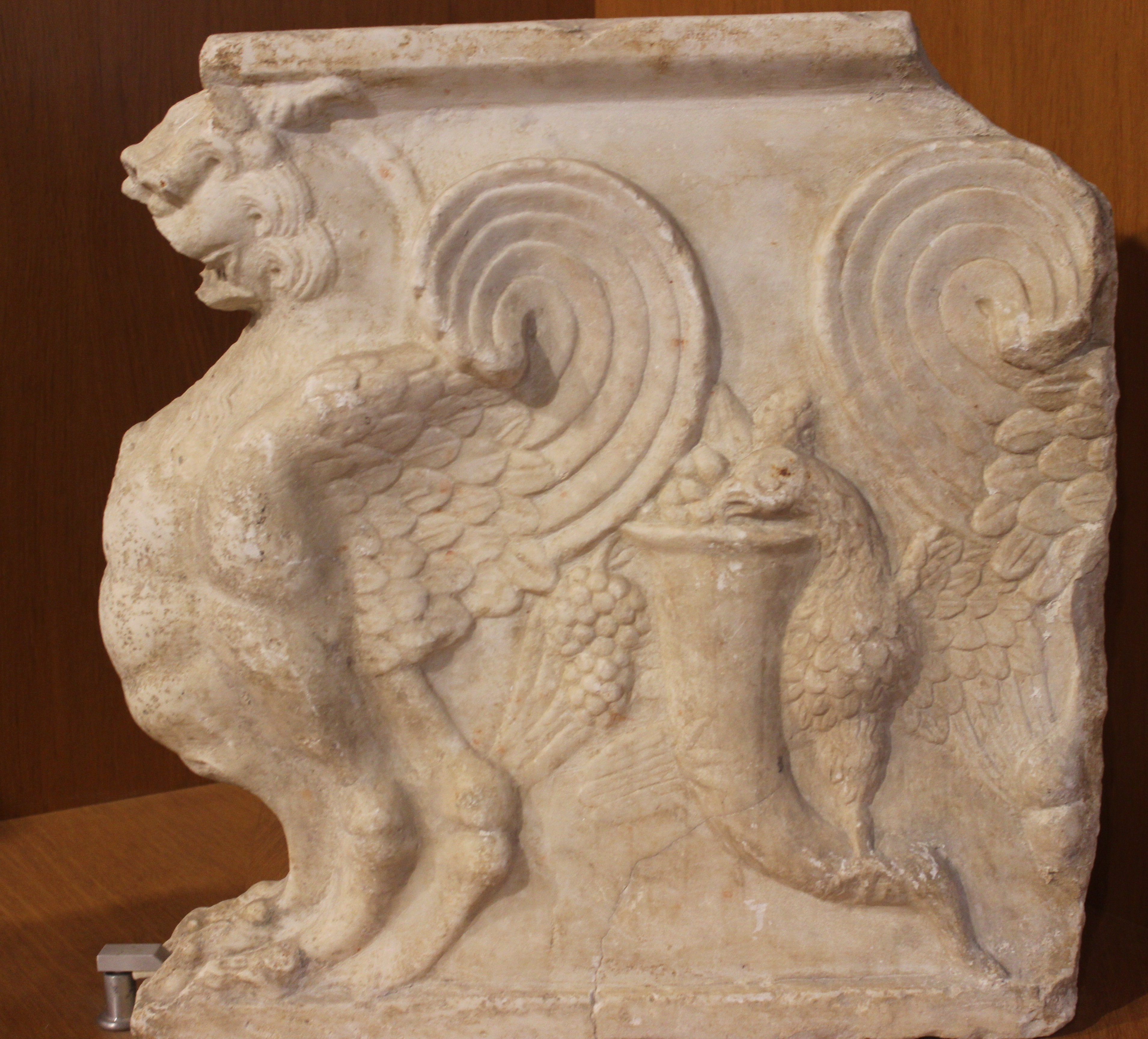
Trapezoforo, da Paestum (Museo archeologico nazionale di Paestum)
Trapezoforo dalla necropoli ellenistica di Ancona (Museo archeologico nazionale delle Marche)
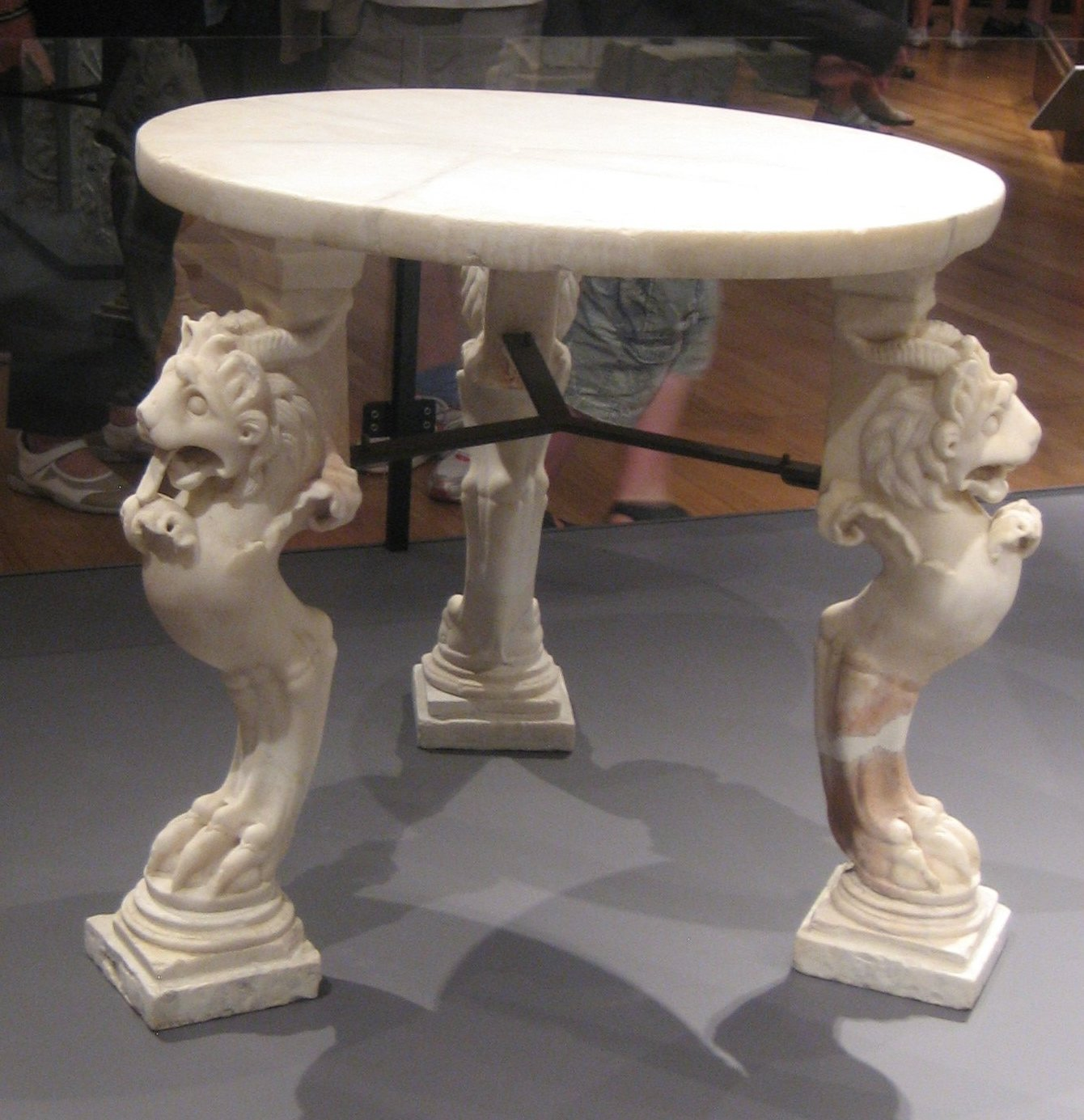
Tavolo in marmo sostenuto da trapezofori, da Pompei